# Jacques Manguso
 (septembre 2015).
 (septembre 2015).
Jacques Manguso est un auteur français né à Alger en 1943.
Il a publié sept ouvrages, récits et romans. Ses deux premiers livres Pointe Pescade et La Bafane, édités au Mercure de France (Gallimard) ont été mis en lumière par la critique et fait l'objet de nombreux articles élogieux dans la presse nationale qui a salué l'originalité de son talent et son style sobre et chaud comme les rives de la Méditerranée où il est né[non neutre][réf. nécessaire].

## Biographie
Né à Alger en 1943, Jacques Manguso la quitte en 1962 au moment de son indépendance. Il fait la plus grande partie de sa carrière professionnelle à Groupama où il finit directeur général de la filiale africaine du groupe, basé à Abidjan pendant six ans, puis à Paris, directeur général de la filiale sécurité du groupe. À présent retraité, il vit en Provence. Il est marié, père de deux enfants et grand-père de cinq petits-enfants. Passionné de littérature et d'écriture, il s'est adonné à cette passion parallèlement à sa vie professionnelle.

## Œuvres
- Pointe Pescade, Mercure de France (Gallimard), 1976. Récit d'une enfance algéroise pendant la guerre d'Algérie.
- La Bafane, Mercure de France (Gallimard), 1978. Roman. L'histoire d'une femme ordinaire dont la vie est bouleversée par un évènement extraordinaire.
- Coup de soleil à Tipasa, Éditions Athanor, 1997. Récit. Retour au pays de ses racines.
- Le Voyage à Florence, Éditions Publibook, 2001. Découverte troublante au cours d'un voyage à Florence.
- On ne sait jamais, Pbk, 2005. 12 nouvelles qui ne se terminent pas comme on l'attendait.
- Plus rien ne sera comme avant, PbK, 2014. Roman. Un rendez-vous d'amour infernal vers l'Horreur et l'Histoire avec des grands H.
- Rue de la Liberté, Pbk 2016. Fillette pauvre avec la vie à tout prix, la liberté et le bonheur enfin.